# 14975 Serasin
14975 Serasin eller 1997 SA3 är en asteroid i huvudbältet som upptäcktes den 24 september 1997 av Farra d'Isonzo-observatoriet i Farra d'Isonzo. Den är uppkallad efter amatörastronomen Antonietta Serasin.
Asteroiden har en diameter på ungefär 5 kilometer.